# Eucephalacris spatulicerca
Eucephalacris spatulicerca är en insektsart som först beskrevs av Marius Descamps och Christiane Amédégnato 1970.  Eucephalacris spatulicerca ingår i släktet Eucephalacris och familjen gräshoppor. Inga underarter finns listade i Catalogue of Life.